# Pont d'Andabre
Le Pont d'Andabre est une construction d'architecture datée du XVIIIe siècle (?) à Andabre (Rosis), dans le département de l'Hérault. Il permettait à la route de Saint-Gervais-sur-Mare à Lacaune, le franchissement de la  Mare. 

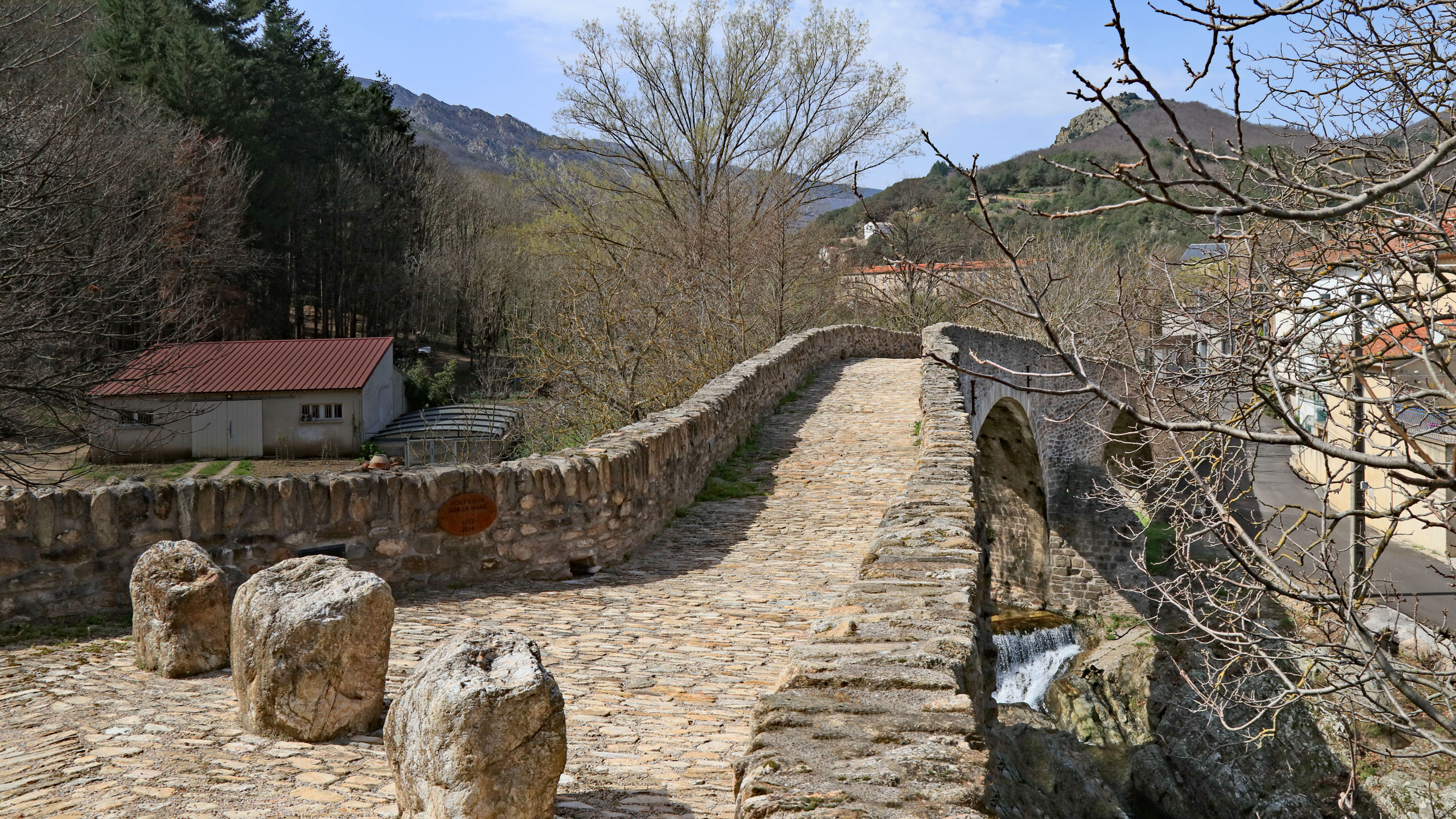